# NGC 4090
NGC 4090 é uma galáxia espiral (Sab) localizada na direcção da constelação de Coma Berenices. Possui uma declinação de +20° 18' 33" e uma ascensão recta de 12 horas, 05 minutos e 28,0 segundos.
A galáxia NGC 4090 foi descoberta em 2 de Maio de 1864 por Heinrich Louis d'Arrest.